# Бедняков, Эдуард Иванович
Эдуа́рд Ива́нович Бедняко́в (1933—2006) — электросварщик, полный кавалер ордена Трудовой Славы (1986).

## Биография

Могила Беднякова на Северном кладбище Ростова-на-Дону.

Эдуард Бедняков родился 2 ноября 1933 года в городе Кропоткин Краснодарского края.
Окончил семь классов школы и Ростовский механический техникум.
В 1952—1956 годах служил в Советской Армии. Демобилизовавшись, проживал в Ростове-на-Дону, работал на заводе «Ростсельмаш», сначала был зубофрезеровщиком, слесарем-сборщиком, а с 1964 года — электросварщиком ручной дуговой сварки в цехе сварки рам для комбайнов. Добился высоких производственных показателей.
В 1975 году Указом Президиума Верховного Совета СССР Бедняков был награждён орденом Трудовой Славы 3-й степени, в 1981 году — 2-й степени, в 1986 году — 1-й степени.
С 1996 года — на пенсии. Скончался 26 января 2006 года, похоронен на Северном кладбище Ростова-на-Дону.
Был также награждён рядом медалей.